# 桶物語

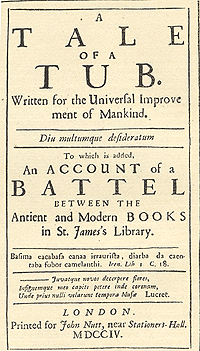
初版のページ

『桶物語』（おけものがたり、英語: A Tale of a Tub）は、ジョナサン・スウィフトの小説である。幾重にも付された序文や相次ぐ脱線（主となる挿話と挿話の間に脱線のための章が別途置かれる）など、不思議な作品構造を持つ。パロディの手法が用いられている。『書物戦争』と合わせて一冊の本として公刊された。作品の内容および構成からも関係が深く、両者は合わせて一つの作品として読まれるべきであると考えられる。
題名は、ホッブズの『リヴァイアサン』にある、鯨をよけるための水夫の慣習についての挿話から取られている。その内容は新旧論争での古代派と近代派の対立、および宗教改革期以来のカトリックとプロテスタントの宗教的対立を風刺するが、この物語は単線的に進むわけではなく、絶えず脱線によって中断される。

## 主な訳書
- 『桶物語・書物戦争 他一篇』深町弘三訳、岩波文庫、1968年 - 他は「人工神憑の説」